# Transair Georgia
Transair Georgia — колишня грузинська авіакомпанія.
В результаті знищення грузинських авіалайнерів у Сухумі в 1993 році всі літаки з флоту авіакомпанії були знищені.